# Морган (окръг, Индиана)
Окръг Морган (на английски: Morgan County) е окръг в щата Индиана, Съединени американски щати. Площта му е 1059 km², а населението е 71 780 души (1 април 2020). Административен център е град Мартинсвил.